# Clubiona subtilis
Clubiona subtilis là một loài nhện trong họ Clubionidae.
Loài này thuộc chi Clubiona. Clubiona subtilis được Ludwig Carl Christian Koch miêu tả năm 1867.

## Hình ảnh

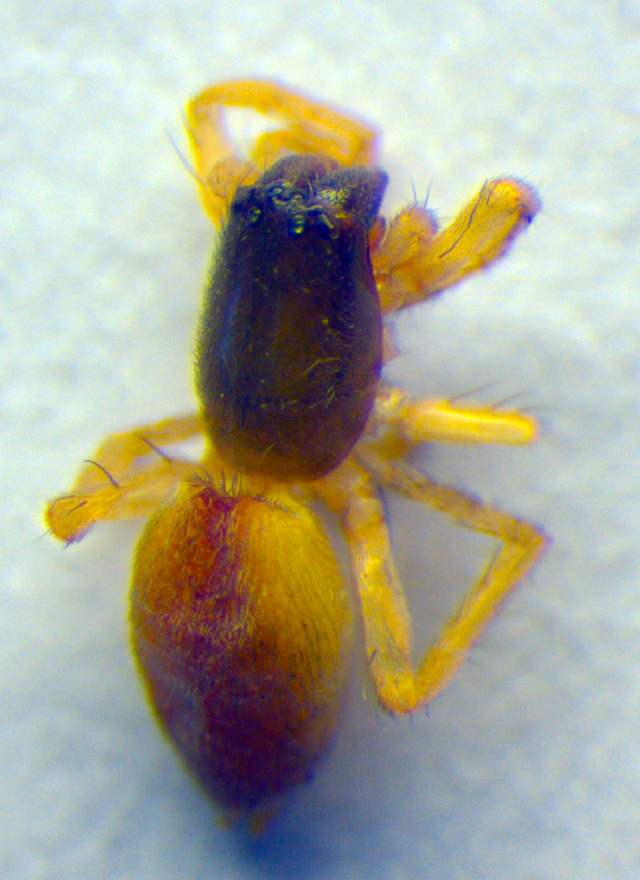